# European Data Relay Satellite
El European Data Relay System (EDRS) serà un conjunt de satèl·lits en GEO destinats a transmetre informació i dades entre satèl·lits i naus espacials, com també UAVs i estacions terrestres. El sistema permetrà la comunicació contínua amb els satèl·lits fins i tot en òrbita terrestre baixa que sovint tenen una visibilitat molt reduïda des d'una estació terrestre.
Això farà que hi hagi dades disponibles al lloc correcte i moment adequat, el que permet, per exemple, als treballadors d'emergències veure gairebé en temps real les dades per satèl·lit de la regió on treballen.
El sistema és una part del programa ARTES 7 i haurà de ser independent del satèl·lit europeu, dissenyat per reduir els retards de temps en la transmissió de grans quantitats de dades.
El programa s'assembla al Tracking and Data Relay Satellite System nord-americà que va ser creat per donar suport al transbordador espacial, però es ferà servir una nova generació de tecnologia de Laser Communication Terminal (LCT). El terminal làser està dissenyat per transmetre 1,8 Gbit/s a través de 45.000 km, la distància d'un enllaç LEO-GEO. El terminal va ser provat amb succés durant la verificació en òrbita el satèl·lit de radar alemany TerraSAR-X i el satel·lit americà NFIRE. També serà embarcat en el satèl·lit de telecomunicació comercial Alphasat per a demostrar més serveis operatius.

## Xarxa
La insfraestructura EDRS consisteix en dos càrregues útils geoestacionàries (dues càrregues útils addicionals es troben en l'etapa de planificació), una estació terrestre que conté un centre de control de satèl·lits, un centre de missió i operacions, una estació d'enllaç de connexió terrestre (FLGS) i estacions de dades sobre el terreny.

### Segment espacial
La primera càrrega útil EDRS, comprèn un terminal de comunicació per làser i un enllaç de banda K entre satèl·lits que es col·locarà a bord del satèl·lit de telecomunicacions Eutelsat, anomenat Eurobird 9B. El satèl·lit serà llançat el 2014 serà posicionat a 9°E.
Una segona nau espacial dedicada —també amb un terminal de comunicació per làser— serà llançada pel 2015 i serà posicionada a 22,5E. Aquestes dues parts constituiran la infraestructura principal espacial inicial proporcionant cobertura directa dels satèl·lits en LEO volant sobre Europa, Orient Mitjà, Àfrica, Amèrica, Àsia i els pols.
Dues naus espacials més són previstes per complementar el sistema el 2017 i 2019, respectivament, per a donar una cobertura completa de la Terra.

### Segment de terra
El segment terrestre de l'EDRS consisteix en tres estacions terrestres receptores situades a Weilheim a Alemanya, Redu a Bèlgica i Harwell al Regne Unit. El centre d'operacions de la missió serà a Ottobrunn a Alemanya, mentre que un centre de reserva s'instal·larà a Redu.

## Operacions
Els primers usuaris de l'EDRS seran els satèl·lits Sentinel-1 i -2 del programa GMES Global Monitoring for Environment and Security. Els satèl·lits Sentinel proveixen dates per a la prestació operativa de productes i serveis de geo-informació a tot Europa i el món. L'EDRS proporcionarà els serveis de transmissió de dades dels satèl·lits Sentinel per facilitar una baixada ràpida de grans volums d'imatges. Extenses capacitats addicionals sobre el sistema són disponibles per a usuaris tercers.
Hi ha una sèrie de serveis clau que es beneficiaran d'aquesta infraestructura:
- Aplicacions d'observació terrestre en suport dels serveis d'emergència a temps real o amb dades intensives, per exemple, la vigilància ambiental.
- Els serveis públics i la seguretat a qui fa menester imatges dels principals sistemes espacials europeus, com la Vigilància Mundial del Medi Ambient i la Seguretat.
- Resposta a urgències i sol·licituds d'intervenció en crisi que han de menester informació i dades sobre les zones afectades per desastres naturals o provocats per l'home.
- Les forces de seguretat, que transmeten dades als satèl·lits d'observació de la Terra, aeronaus i vehicles no tripulats observació aèria, per reconfigurar els sistemes d'aquest tipus en temps real.
- Els serveis meteorològics per satèl·lit que requereixen el lliurament ràpid de grans quantitats de dades a tot el món.

## Implementació
L'EDRS s'aplica com una Public Private Partnership (PPP) entre l'Agència Espacial Europea (ESA) i Astrium. L'ESA finança el desenvolupament d'infraestructura i és el client a través de les missions del satèl·lit Sentinel. Astrium tindrà la responsabilitat general de l'execució de la part espacial incloent el llançament, així com el segment terrestre. Astrium llavors es farà càrrec de la propietat de l'EDRS i oferirà serveis de transmissió de dades a l'ESA i els clients de tot el món.